# У пошуках цукрової людини
«У пошуках Цукрової Людини» (англ. Searching for Sugar Man) – документальний фільм режисера Маліка Бенджеллуля, що вийшов на екрани в 2012 році.

## Сюжет
Сіксто Родрігес — американський музикант та автор пісень гостросоціального характеру. На початку 1970-х років він випустив декілька альбомів, проте вони не користувалися популярністю, тому він перестав записуватися та зник з поля зору. Тим часом пісні Родрігеса здобули широку популярність у ПАР серед молоді, налаштованої проти режиму апартеїду. Оскільки проникнення інформації ззовні на той час було утруднено, особистість Родрігеса була загадковою для його південноафриканських шанувальників. Ходили чутки про його самогубство – буцімто він застрелився чи спалив себе прямо на сцені. У 1990-ті роки, після падіння режиму апартеїду, два шанувальники Родрігеса Стівен Сегерман і Крейг Бартолом'ю Страйдом вирішили розпочати розслідування та з'ясувати, що ж це була за людина і що з нею трапилося насправді.

## Саундтрек
У 2012 році було видано альбом з треками фільму. У результаті успіху документальної стрічки платівка зайняла верхні рядки в чартах багатьох країн, що нехарактерно для саундтреків. Номінація на премію «Оскар» додала альбому популярності: на початку 2013 року він піднявся на 3-е місце чарту Швеції та перебував там 26 тижнів — на той час вигравши заповітну статуетку; у Данії він досяг 18-го рядка; у Новій Зеландії – 9-й.

## Нагороди та номінації
- 2012 – спеціальний приз журі та приз глядацьких симпатій на кінофестивалі «Санденс» (Малік Бенджеллуль).
- 2012 – приз глядацьких симпатій Амстердамського фестивалю документальних фільмів (Малік Бенджеллуль).
- 2012 - приз Московського кінофестивалю за найкращий документальний фільм (Малік Бенджеллуль).
- 2012 - премія Національної ради кінокритиків США за найкращий документальний фільм.
- 2012 – номінація на Премію британського незалежного кіно за найкращий міжнародний фільм.
- 2013 - премія «Оскар» за найкращий документальний фільм (Малік Бенджеллуль, Саймон Чінн).
- 2013 - премія BAFTA за найкращий документальний фільм (Малік Бенджеллуль, Саймон Чінн).
- 2013 — премія «Золотий жук» за найкращий документальний фільм (Малік Бенджеллуль), а також 5 номінацій: найкращий фільм (Малік Бенджеллуль, Саймон Чінн), сценарій (Малік Бенджеллуль), музика (Малік Бенджеллуль, Родрігес), монтаж (Малік Бенджелл), звук (Пер Нюстром).
- 2013 - премія «Аманда» за найкращий зарубіжний фільм (Малік Бенджеллуль).
- 2013 – премія Гільдії режисерів США за найкращу режисуру документального фільму (Малік Бенджеллуль).
- 2013 – премія Гільдії сценаристів США за найкращий сценарій документального фільму (Малік Бенджеллуль).
- 2013 – приз глядацьких симпатій кінофестивалю в Гетеборзі (Малік Бенджеллуль).
- 2013 – номінація на премію «Боділ» за найкращий неамериканський фільм (Малік Бенджеллуль).
- 2013 – номінація на премію Європейської кіноакадемії у категорії «глядацькі симпатії» (Малік Бенджеллуль).

1. ↑  http://www.imdb.com/title/tt2125608/
2. 1 2  http://www.allocine.fr/film/fichefilm_gen_cfilm=200631.html
3. ↑  http://filmspot.pt/filme/searching-for-sugar-man-84334/
4. ↑  http://www.imdb.com/title/tt2125608/fullcredits
5. ↑  http://www.metacritic.com/movie/searching-for-sugar-man